# Педометар
Педометар је уређај чија је функција да броји начињене кораке. 
Постоји верзија израде која је чисто механичка и електронска.
Код механичке изведбе, битно је да се педометар налази у одређеном положају, окачен на одећу особе која га носи, на тло. У самом педометру налази се мали тег који је закачен на опругу. Приликом кретања особе која га носи педометар се покреће са особом која га носи у правцу кретања али истовремено особа која га носи га њише вертикално како хода. Осцилације тега су вертикалне и при сваком покрету горе-доле (један корак) тег покреће одговарајући сатни механизам који броји кораке. Осцилације тега се сврставају у пригушене осцилације.